# Wirges
Wirges je grad u sjevero-zapadnom dijelu Njemačke u pokrajini Westerwaldkreis, Porajnje i Falačka (Rheinland-Pfalz). Grad je poznat po prijateljstvu s hrvatskim gradom Samoborom koji je i jednu od glavnijih ulica u gradu nazvao upravo po njemačkom gradu.

## Lokacija
Smjestio se 5 kilometara sjevero-zapadno od grada Montabaura i 20 kilometara sjevero-istočno od Koblenza. Dobio je status grada 1975.

## Politika grada
U gradu Wirgesu vladaju 2 političke stranke Kršćansko-demokratska unija (Njemačka) i SPD te predstavnike imaju i nesvrstrani glasači.
Trenutno je vladajuća stranka SPD koja ima 12 vijećnika u skupštini dok je druga CDU koja ima 9, a jedno mjesto imaju i nesvrstani glasači.

## Gradovi prijatelji
- Samobor

- Montchanin

## Sport
Klub SpVgg EGC Wirges igra u regionalnoj Oberliga Südwest ligi.